# Казанла (Базарно-Карабулакский район)
Казанла (чув. Касанла) — село в Базарно-Карабулакском районе Саратовской области Российской Федерации, входит в состав Хватовского муниципального образования.

## География
Село расположено в 15 км к востоку от районного центра Базарный Карабулак и в 90 км к северо-востоку от города Саратов, на берегу реки Казанла, притока реки Терешка Нижневолжского бассейна.

## Население
| 2002 | 2010  |
| ---- | ----- |
| 1182 | ↘1041 |

## История
Основателями населенного пункта считаются якобы выходцы в количестве семи человек из Казанской губернии, ныне территории республики Чувашия. Основатели назвали своё село в честь и память о городе Казань, так как хотели устроиться по-казански (Казанла — «ла» соответствует приставке «по»).
Село является этнически чувашским.
Анализ исторических событий и археологических исследований на этой территории показывает, что село зародилось на рубеже от 1600 года до 1649 года, но не позднее 1650 года. Таким образом современное поколение жителей отмечает дату образования села Казанла — 1650 год.
Чувашское население окрестили в 1746 году.
Школа появилась в селе в 1873 году и действует до настоящего времени, правда, в новом современном двухэтажном здании.
По данным справочников на 1912 год, в селе проживало 4 300 человек.
В 1930 году прошли раскулачивание и коллективизация, в Казанле образовали два колхоза — «Парижская коммуна» и «Красный нацмен».

## Инфраструктура
В настоящее время в Казанле проживают представители чувашской, татарской и русской национальностей.
На территории расположены средняя общеобразовательная школа, дом культуры, библиотека, сельский музей, церковь, отделение почтовой связи.
Село связывает асфальтированная дорога с областным и районным центрами и соседними сёлами, автобусное сообщение. Село газифицировано, электрифицировано и телефонизировано.